# Мавромихалис, Илиас Кацакос
Илиас Кацакос Мавромихалис (греч. Ηλίας Κατσάκος Μαυρομιχάλης; Мани — 1836, Мюнхен) — греческий офицер и придворный, участник Освободительной войны Греции 1821—1829.
Отмечен также в историографии первых лет Греческого королевства и в немецкой поэзии.

## Семья
Илиас родился на полуострове Мани, на юге Пелопоннеса, жители которого сохраняли свою автономию от осман.
Год рождения неизвестен. Предположительно он родился в 1800—1801 годах.
В историографии Освободительной войны чаще упоминается как Илиас Кацакос (уменьшительное от имени отца), чтобы не путать с его известным двоюродным братом Илиасом Мавромихалисом.
Отец, Иоаннис Кацис Мавромихалис, был братом правителя Мани Петра Мавромихалиса. Иоаннис Кацис был красивым и статным мужчиной, с большим авторитетом в Мани, в силу чего маниаты именовали его басилевсом (царём).
Из преданий маниатов следует, что после того как правитель Мани Т. Григоракис лишился власти, османский капудан-паша высказал пожелание чтобы правителем стал Иоаннис. Но тот отказался, напоминая что у него есть старший брат, которого, согласно лаконским традициям, он должен уважать. Так правителем Мани стал Петрос Мавромихалис.

## Освободительная война

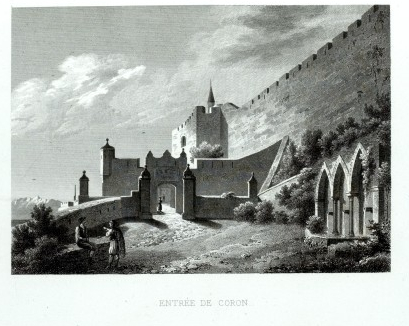
Крепость Корони

С началом Греческой революции в марте 1821 года, в отличие от десятков других военачальников клана Мавромихалисов, воевавших во всех восставших регионах, Иоаннис Кацис ограничился ведением вопросов клана на месте и обороной Мани, по необходимости.
В отличие от отца, двадцатилетний Илиас Кацакос (сын Кациса) был прямым образом вовлечён в военные действия. Несмотря на свою молодость, Илиас возглавил, чуть было не распавшийся, лагерь повстанцев, осаждавших крепость Корони.
Илиас отличился при взятии крепости города Аргос, во время нашествия войск Драмали-паши в июле 1822 года.
Ещё большую известность Илиас получил во время турецко-египетского вторжения в Мани летом 1826 года.

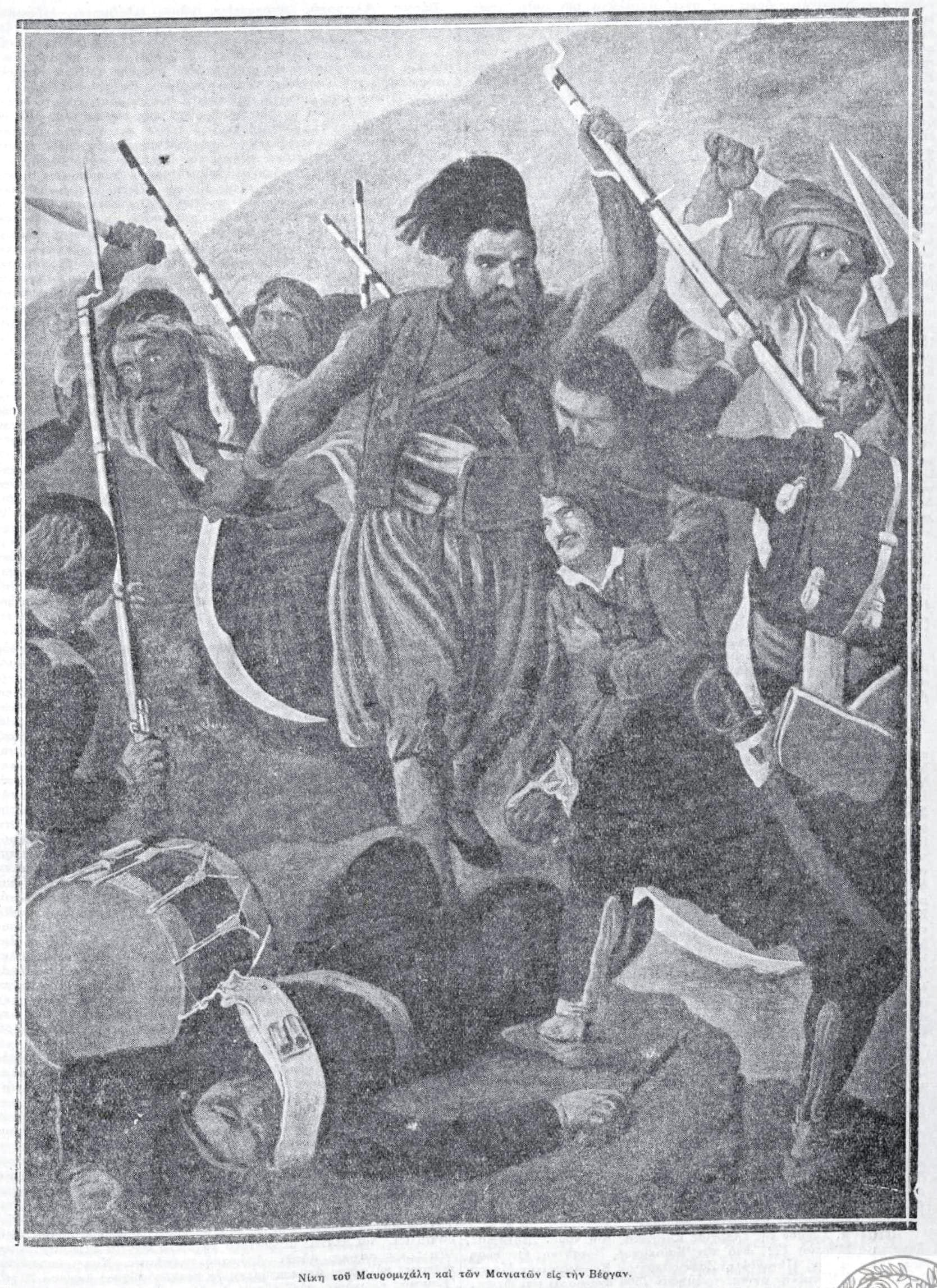
Петер фон Гесс — Сражение при Верга

Флаг Мани. Nίκη ή Θάνατος (Победа или Смерть); Tαν ή επι τας (С щитом или на щите).

Ещё когда Ибрагим-паша только высадился на Пелопоннесе (см. Осада Наварино (1825)), маниаты выстроили стенку на дороге ведущей из Каламаты в западную Мани.
Стенка шла от залива Алмирос, вдоль русла речки, к обрывистому склону Тайгета, и была длиной не более 600 м.
Стенка, в силу своей конфигурации, получила название Верга (греч.Βέργα — жердь). Узнав о выступлении Ибрагима, позиции вдоль стенки заняли около 3 тыс. Маниатов, под командованием А. Мавромихалиса, И. Кацакоса, Г. Кумунтуракиса, Г. Григоракиса, Н. Пьеракоса:Γ-258.
20 июня египетская армада начала обстрел залива Алмирос, где стенка начиналась. 22 июня Ибрагим бросил в атаку кавалерию и 9 батальонов регулярной пехоты. Бой продолжался 10 часов и в течение этих 10 часов Ибрагим предпринял 10 атак. Но стена маниатов была намного мощнее неказистой стенки из камней. К вечеру египтяне с позором отошли. Историография отмечает, что в ходе этого боя, Илиас, рискуя собственной жизнью, бросился за стенку и «отнял» у османского кавалериста красивого арабского скакуна.
В августе Ибрагим решил войти в Мани с востока, где склоны гор были более пологими и доступными. Встретив малое сопротивление, египетская армия вышла к вершинам Тайгета, откуда Ибрагим уже видел ненавистный ему Мани. 27 августа Ибрагим подошёл к Маниакова на восточном склоне Тайгета. Здесь на его пути встал П. Косонакос с 300 бойцами. Когда бой разгорелся, подоспел Илиас с ещё 300 бойцами и ударил египтянам в тыл. Египтяне были вынуждены отступить к Пасава.
28 августа армия Ибрагима подошла к Полиараво и население стало убегать, пока местная женщина не выкрикнула: «убегайте трусы, я останусь защищать ваш дом». Тогда поп Иконому, со своими сыновьями и ещё 90 сельчан, заперлись в свои башни и 6 часов держали оборону против Ибрагима. За это время к Полиараво подошли со своими отрядами Цалафатинос, братья Ятракос, Константин Мавромихалис и Илиас Кацакос — в общей сложности 2 тыс. бойцов. Ход сражения изменился. Ибрагим и его армия бежали в панике, оставив в Полиараво 400 трупов своих солдат:Г-262.

## Иоанн Каподистрия
Первый правитель возрождающегося греческого государства и бывший министр иностранных дел России, Иоанн Каподистрия, пытался создать передовое европейское государство, пресекая тенденции местничества. Около 50 членов клана Мавромихалисов, в годы Освободительной войны, положили свои головы на алтарь Отечества, однако амбиции клана только частично могли вписаться в государственную структуру создаваемую Каподистрией.
Клан Мавромихалисов и жители Мани, в своём большинстве, вместе с судовладельцами острова Идра, стали оснοвной движущей силой оппозиции против Каподистрии.
В 1830 году Илиас был посажен в тюрьму в Навплионе. Многие источники пишут, что причиной была его оппозиция Каподистрии. Однако Д. Фотиадис, греческий историк XX века, настаивает, что Илиас попал в тюрьму в результате внутриклановой разборки, после попытки убийства своего двоюродного брата, Пьеракоса Мавромихалиса.
В тот же период, его отец, Иоаннис Кацис Мавромихалис, был под арестом на острове Спеце, обвиняемый в пиратстве:Δ-212.
17 января 1831 года Илиас бежал из тюрьмы, добрался до Мани и примкнул к восставшим против Каподистрии землякам:Δ-422.
10 марта, после ареста Петра Мавромихалиса, Илиас, вместе с другими маниатами, попытался взять островок Маратониси, но без успеха:Δ-422.
После убийства Каподистрии Константином Мавромихалисом в мае 1831 года, Илиас, как многие другие члены клана Мавромихалисов, был обвинён в участии в заговоре убийства, но был оправдан.

## Греческое королевство
С возведением на трон Греции несовершеннолетнего баварского принца Оттона, его регенты также попытались усмирить, не вписывавшихся в устанавливаемый ими порядок, жителей Мани.
Попытка баварцев разоружить маниатов и снести их боевые родовые башни, вызвала вооружённый мятеж.
Илиас выступил посредником между военным министром, баварцем Кристианом Шмальцем (Christian von Schmaltz 1787—1865), и маниатами.
Он также принял участие в усмирении Мессении, где выступил на стороне правительственных войск против Никитараса и Митропетроваса.
Илиас был вознаграждён за свою про-правительственную позицию. Соединения местных военачальников были расформированы, кроме двух, один из которых возглавил Илиас Кацакос Мавромихалис.

## Адъютант короля
Услуги оказанные трону были зачтены Илиасу. При переносе столицы в Афины и стремясь укрепить свои связи с кланом Мавромихалисов и маниатами в целом, Оттон назначил Илиаса одним из своих адъютантов.
Явление Илиаса в формирующихся придворных и аристократических афинских кругах было впечатляющим. Илиас располагал как телесными, так и духовными достоинствами.
Будучи высоким, молодым мужчиной, с прекрасным лицом и «аполлоновыми чертами», располагая природным благородством и мужеством, а также успев приобрести героическое прошлое, Илиас заслужил восхищение и признание греков и иностранцев.

## Поездка в Германию и смерть

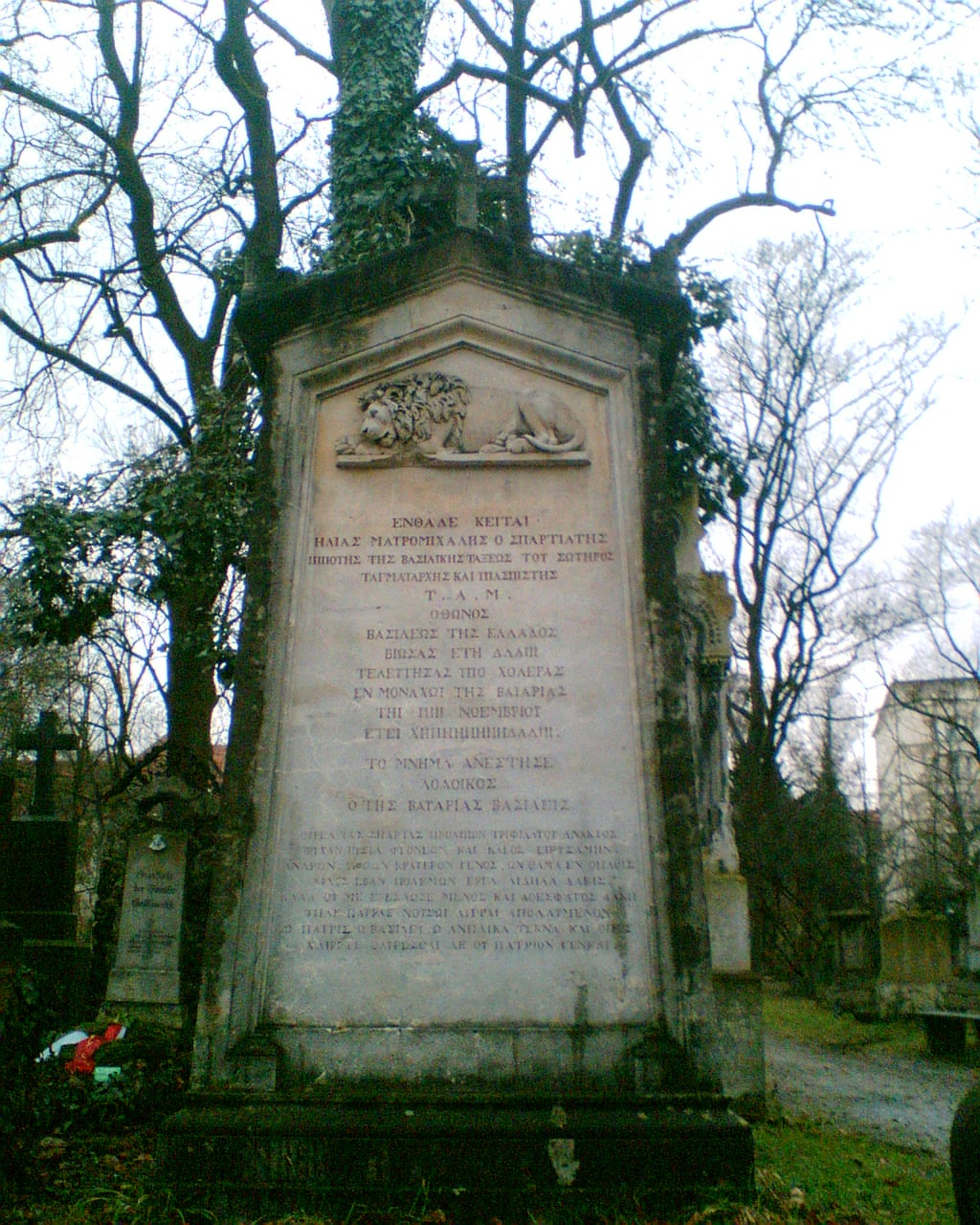
Могила Илиаса Мавромихалиса в Мюнхене

В апреле 1836 года молодой Оттон поехал в германские земли подыскать себе супругу.
Король взял с собой двух адъютантов, Антониса Миаулиса и Илиаса Кацакоса.
Король и его свита прибыли в Мюнхен, когда в городе свирепствовала эпидемия холеры. Илиас заболел и умер. Вскоре заболел и умер Антониос Миаулис.
Оба были похоронены с воинскими почестями на старом южном кладбище Мюнхена. Надгробие Илиаса, величественный мавзолей, было воздвигнуто отцом Оттона, королём Баварии Людвигом I.
Напротив могил адъютантов короля был похоронен, учившийся в Мюнхене и умерший также во время эпидемии холеры, 12-летний сын героя Греческой революции, Одиссея Андруцоса, Леонидас.
На смерть Илиаса Мавромихалиса, немецкий священник и поэт Michael von Jung (1781—1858) написал одну из своих од.
За короткий промежуток времени своего пребывания в Германии, 36-летний подполковник Илиас Мавромихалис успел своей внешностью и характером покорить придворные круги и общественность, что находит своё отражение в немецкой прессе тех лет. Журналисты описывали его «гигантское тело», физическое и духовное мужество и добродушие. Они же писали, что Илиас смеялся над своей болезнью, заявляя что холера женского рода, а женщин он не боится. Немецкие журналисты писали «Он был ребёнком природы, герой гор и ущелий, представительный тип радости и приподнятого настроения».

## Отголоски смерти Илиаса
Маниаты не могли поверить в естественную смерть Илиаса, бывшего в расцвете мужского возраста. Появился миф о его убийстве в баварском дворце, то ли в результате эротического приключения, то ли как возмездие за позор причинённый маниатами баварским военным во время мятежа.
Этот миф является темой известной баллады, которая в разных вариантах, но всегда под именем «песня Ильи Кациса» поётся по сегодняшний день бродячими музыкантами на праздниках в Мани.
Теорию насильственной смерти Илиаса сразу принял издатель афинской газеты «Элпис», Константинос Левидис, что послужило причиной его конфликта с баварскими офицерами в ноябре 1837 года.

## Любовная легенда
Среди маниатов и потомков Илиаса живёт легенда о его отношениях с герцогиней Софией де Марбуа и её дочью Элизой.
Как то Илиас остановил на ходу разбежавшихся и вышедших из под контроля лошадей коляски Софии. Илиас остановил коляску за несколько метров до обрыва в реку Илиссос. С тех пор герцогиня считала Илиаса, её и дочери, спасителем и, хотя она была натурой эксцентричной и разборчивой в своих связях, адъютанта короля она принимала часто и с радостью.
Элиза считала его своим будущим женихом. Легенда также гласит, что Илиас стал яблоком раздора между двумя женщинами.
Легенда носит правдоподобный характер, поскольку Илиас развёлся со своей женой и даже выдал её замуж за своего друга.
Сторонники легенды считают, что так Илиас хотел расчистить себе путь к новой женитьбе.
Однако когда Элиза узнала что Илиас был женат, она была потрясена. После этого любовного разочарования дочери, герцогиня организовала путешествие в Ливан, где Элиза заболела. В Бейруте Элиза узнала о смерти Илиаса, что ускорило и её собственную смерть. При всей правдоподобности сюжета и совпадения дат и обстоятельств, легенда (пока что) не имеет документального подтверждения.

## Дети
Когда король Оттон посетил Илиаса перед смертью, последними словами умирающего были: «Мои дети, Ваше Величество»!
Оттон не забыл просьбу своего адъютанта и взял под свою протекцию двух сыновей Илиаса Мавромихалиса: Иоанниса и Димитриоса.
Иоаннис был многократно избран депутатом парламента и стал личным другом поэта Аристотелиса Валаоритиса. Он рано вышел из политики и уединился в своём имении. Умер в глубокой старости.
Димитриос умер молодым, но успел оставить потомство.